# Sticky Fingers
Sticky Fingers ist das neunte Studioalbum der britischen Rockband The Rolling Stones und erschien 1971 über das hauseigene Label. Produziert wurde es von Jimmy Miller, der von 1968 bis 1973 Produzent der Band war. Sticky Fingers gilt als eines der besten Alben der Rolling Stones, unter anderem belegt es Platz 64 in der Liste der 500 besten Alben aller Zeiten der Musikzeitschrift Rolling Stone.

## Geschichte des Albums
Das am 23. April 1971 veröffentlichte Album Sticky Fingers stellt einen Wendepunkt in der Geschichte der Stones dar, weil es das erste Album der Band ist, welches sie nach der Trennung von Decca Records unter ihrem eigenen Plattenlabel Rolling Stones Records veröffentlichten (COC 59100). Auf diesem Album taucht auch zum ersten Mal das Zungenlogo auf, das sich die Stones extra von dem Designer John Pasche hatten entwerfen lassen und das seit diesem Zeitpunkt alle Veröffentlichungen der Band ziert. Das Zungenlogo ist ein eingetragenes Warenzeichen. Besonders auffällig für die damalige Zeit war das Plattencover, das von Andy Warhol für 15.000 Pfund gestaltet wurde und den Unterkörper (des Schauspielers Joe Dallesandro) in knallenger Röhrenjeans von vorne und von hinten darstellt, wobei sich deutlich dessen Penis abzeichnet. In die Abbildung der Hose war ein echter, funktionsfähiger Reißverschluss eingearbeitet. Nach dem Öffnen des Reißverschlusses konnte man weiße Unterwäsche sehen.
Die Beschriftungen der Erstausgaben unterscheiden sich: bei der US-Ausgabe sind Bandname und Albumtitel in schmalen roten „Stempeln“ links oben in Höhe des Gürtels angebracht; bei der UK-Ausgabe (sowie den weiteren europäischen) sind auf der linken Seite größere, gerahmte, ebenfalls rote „Stempel“ zu sehen. Bei den späteren Veröffentlichungen wurde meistens die augenfälligere britische Version verwendet.
Das Album wurde in der Zeit von März 1969 bis Januar 1971 mit dem Rolling Stones Mobile und in verschiedenen Studios (Olympic, Muscle Shoals, Stargroves und Trident) aufgenommen. Zahlreiche Gastmusiker wirkten bei den Aufnahmen mit, so zum Beispiel Billy Preston, Nicky Hopkins, Ian Stewart, Bobby Keys und Ry Cooder. Es war das erste komplette Studioalbum, bei dem Mick Taylor mitwirkte.
Viele der enthaltenen Stücke sind heute Rock-Klassiker, vor allem der Hit Brown Sugar. Die Country-Songs Wild Horses und Dead Flowers („Welke Blumen“) sind auf den Einfluss von Gram Parsons auf Keith Richards zurückzuführen. Die Lieder stammen – mit Ausnahme von You Gotta Move (Fred McDowell) – alle aus der Feder von Mick Jagger und Keith Richards. Für den Song Sister Morphine („Schwester Morphium“) wird mittlerweile Marianne Faithfull als Co-Autorin genannt: Der Text, in dem ein sterbender Mann verzweifelt nach Morphium verlangt, stammt in wesentlichen Teilen von ihr.
Sticky Fingers erreichte in den britischen Albencharts und den US-amerikanischen Popalben-Charts Platz 1.

## Titelliste
Seite eins:
1. Brown Sugar (Jagger/Richards) – 3:49
2. Sway (Jagger/Richards) – 3:51
3. Wild Horses (Jagger/Richards) – 5:42
4. Can’t You Hear Me Knocking (Jagger/Richards) – 7:14
5. You Gotta Move (Davis/McDowell) – 2:32

Seite zwei:
1. Bitch (Jagger/Richards) – 3:36
2. I Got the Blues (Jagger/Richards) – 3:52
3. Sister Morphine (Faithfull/Jagger/Richards) – 5:31
4. Dead Flowers (Jagger/Richards) – 4:03
5. Moonlight Mile (Jagger/Richards) – 5:56

## Rezeption
Kurz nach Erscheinen des Albums schrieb der deutsche Musikkritiker Franz Schöler:

„Ihr neues Album „Sticky Fingers“—frei übersetzt „Diebische Finger“, „Langfinger“—ist ihre beste Studioplatte neben „Beggars Banquet“; vielleicht sogar noch besser als diese. Produzent Jimmy Miller hat hier sein Meisterwerk geliefert. […] Ich hätte nicht geglaubt, daß sich diese Band nach acht Jahren—und nach „Beggars Banquet“ und „Let It Bleed“!—noch jemals steigern würde! Aber mit „Sticky Fingers“ haben sie genau das getan. Die Rolling Stones bleiben, was sie sind: the greatest rock ’n’ roll band in the world!“

## Kommerzieller Erfolg

### Chartplatzierungen
| ChartsChartplatzierungen       | Höchstplatzierung | Wochen |
| ------------------------------ | ----------------- | ------ |
| Deutschland (GfK)              | 1 (15 Wo.)        | 15     |
| Österreich (Ö3)                | 9 (5 Wo.)         | 5      |
| Schweiz (IFPI)                 | 16 (6 Wo.)        | 6      |
| Vereinigte Staaten (Billboard) | 1 (62 Wo.)        | 62     |
| Vereinigtes Königreich (OCC)   | 1 (32 Wo.)        | 32     |

| ChartsJahrescharts (1971) | Platzierung |
| ------------------------- | ----------- |
| Deutschland (GfK)         | 13          |

### Auszeichnungen für Musikverkäufe
| Land/Region                  | Auszeichnungen für Musikverkäufe (Land/Region, Auszeichnung, Verkäufe) | Verkäufe  |
| ---------------------------- | ---------------------------------------------------------------------- | --------- |
| Argentinien (CAPIF)          | Gold                                                                   | 30.000    |
| Australien (ARIA)            | Gold                                                                   | 35.000    |
| Deutschland (BVMI)           | Gold                                                                   | 250.000   |
| Frankreich (SNEP)            | Gold                                                                   | 100.000   |
| Italien (FIMI)               | Gold                                                                   | 25.000    |
| Neuseeland (RMNZ)            | Gold                                                                   | 7.500     |
| Norwegen (IFPI)              | Silber                                                                 | 20.000    |
| Vereinigte Staaten (RIAA)    | 3× Platin                                                              | 3.000.000 |
| Vereinigtes Königreich (BPI) | Platin                                                                 | 300.000   |
| Insgesamt                    | 1× Silber · 6× Gold · 4× Platin ·                                      | 3.767.500 |

Hauptartikel: The Rolling Stones/Auszeichnungen für Musikverkäufe

## Texte/Übersetzungen/Noten
- The Rolling Stones. Songbook. 155 Songs [1963–1977] mit Noten. Deutsch von Teja Schwaner, Jörg Fauser und Carl Weissner. Mit 75 Alternativübersetzungen von Helmut Salzinger. Zweitausendeins, Frankfurt am Main 1977, S. 222–241 (Sticky Fingers / Schmierfinger), 663–693 und 942 f.